# 2023-as esztergomi rendőrgyilkosság
A 2023. szeptember 20-án éjjel Esztergomban elkövetett robbantásban két személy halt meg, az elkövető Juhász László és áldozata Kónya Gábor Lajos rendőr.
A rendőr, aki életét vesztette a TEK első olyan halottja, aki éles műveletben halt meg. Több más sérült is a TEK állományába tartozott.
2025 februárjában az elhunyt rendőr családja beperelte a Terrorelhárítási Központot, mert kevesellte a családtagok részére felajánlott kártérítést. Ez részben azon alapult, hogy vitatták a Központi Nyomozó Főügyészség álláspontját, mely szerint a rendőr haláláról egyedül a bűncselekmény elkövetője tehet; véleményük szerint az áldozatot és társait az adott körülmények között szükségtelenül küldték be a házba.